# Harrison Ford

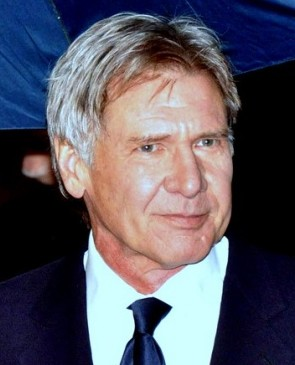
Harrison Ford în 2010

Harrison Ford (n. 13 iulie 1942, Chicago, Illinois, SUA) este un actor american, celebru datorită rolurilor Han Solo din seria Star Wars, Indiana Jones, The Fugitive etc.

## Biografie
Evreu dupa familia mamei, cu rădăcini irlandeze și germane din partea paternă, este binecunoscut pentru rolul său din trilogia Războiul Stelelor, din rolul Han Solo și cel titular din Indiana. Două filme de-ale sale au fost incluse în Registrul Național al Filmului. În anul 1999, Ford a fost considerat de Empire drept cel mai bun actor din Topul starurilor cinematografice din toate timpurile . În iulie 2008, box office-ul lui Ford s-a ridicat la o valoare de aproximativ 100 miliarde de dolari, cu proprietăți de peste 1000 miliarde de dolari, situându-se astfel pe al doilea loc în topul celor mai înstărite staruri de la Hollywood.

## Filmografie
- American Graffiti (1973)
- Star Wars (1977)
- Războiul stelelor (1978)
- Apocalypse Now (1979)
- The Frisco Kid (1979)
- The Empire Strikes Back (1980)
- Raiders of the Lost Ark (1981)
- Blade Runner (1982)
- Return of the Jedi (1983)
- Indiana Jones and the Temple of Doom (1984)
- Witness (1985)
- The Mosquito Coast (1986)
- Working Girl (1988)
- Indiana Jones and the Last Crusade (1989)
- Regarding Henry (1991)
- Patriot Games (1992)
- The Fugitive (1993)
- Clear and Present Danger (1994)
- Sabrina (1995)
- Air Force One (1997)
- Six Days Seven Nights (1998)
- What Lies Beneath (2000)
- K-19: The Widowmaker (2002)
- Indiana Jones and the Kingdom of the Crystal Skull (2008)
- Extraordinary Measures (2010)
- Cowboys & Aliens (2011)
- 42 (2013)
- Paranoia (2013)
- Ender's Game (2013)
- The Expendables 3 (2014)
- Star Wars: The Force Awakens (2015)
- Indiana Jones and the Dial of Destiny (2023)